# Vegetationsbilder
Vegetationsbilder (abreviado Vegetationsbilder) fue una revista científica con ilustraciones y descripciones botánicas que fue editada en Jena por Heinrich Schenck y George Karsten. Se publicaron 26 números desde 1903 hasta 1944.